# American Horror Story
Truyện kinh dị Mỹ (tựa gốc: American Horror Story) là loạt phim truyền hình nhiều tập kinh dị của Mỹ được sản xuất bởi Ryan Murphy và Brad Falchuk. Được biên kịch dưới dạng series, mỗi mùa được sản xuất dưới dạng phim truyền hình ngắn, trong khoảng 9 đến 13 tập. Sau mỗi mùa, bối cảnh, cũng như các nhân vật được thay mới hoàn toàn, kể cả với các diễn viên từng tham gia mùa trước nên các mùa phim có cốt truyện độc lập với nhau, sở hữu cao trào và kết thúc riêng. Một số yếu tố trong phim lấy cảm hứng từ những câu chuyện và nhân vật có thật.
Mùa thứ nhất, về sau được đặt thêm tên là Nhà sát nhân, xảy ra tại Los Angeles, California năm 2011 xoay quanh một gia đình dọn vào ở trong căn nhà bị ám bởi những người chủ cũ đã chết ở đó. Mùa thứ hai mang tên Nhà thương điên, xảy ra tại Massachusetts trong năm 1964, kể câu chuyện về các bệnh nhân và bác sĩ ở trong một bệnh viện dành cho các tội phạm tâm thần. Mùa thứ ba mang tên Hội phù thủy, xảy ra tại New Orleans, Louisiana năm 2013 và xoay quanh một hội phù thủy đang chiến đấu sống còn trong vòng vây kẻ thù. Mùa thứ tư: Gánh xiếc quái dị, xảy ra tại Jupiter, Florida trong năm 1952 kể về một trong những gánh hát quái nhân cuối cùng của Mỹ. Mùa thứ năm: Khách sạn, xảy ra tại Los Angeles, California trong năm 2015, theo chân một vị khách và nhân viên của một khách sạn siêu nhiên bí ẩn, nơi từng diễn ra nhiều vụ tự tử và giết chóc. Mùa thứ sáu: Thuộc địa Roanoke kể về những trải nghiệm kinh hoàng của một đôi vợ chồng khi dời vào sống trong một căn nhà tại vùng quê Roanoke mà họ mua với giá rẻ. Mùa thứ bảy: Hội kín kể về cuộc sống bị đảo lộn tại thị trấn Brookfield Heights sau chiến thắng của tổng thống Hoa Kỳ Donald Trump khiến một bộ phận dân chúng lâm vào các hành động cực đoan đến nỗi phải thành lập hội kín. Mùa thứ tám: Tận thế, có nội dung kết nối giữa Nhà sát nhân và Hội phù thủy. Mùa thứ chín: 1984, lấy bối cảnh những năm 80, kể về một nhóm bạn đại học tham gia trại hè Redwood tại vùng quê xa xôi hẻo lánh. Tuy nhiên, sự xuất hiện của kẻ sát nhân bí ẩn đã khiến từng thành viên trong nhóm bỏ mạng, và bí mật đen tối về quá khứ phía sau lửa trại dần được hé lộ. Mùa thứ mười: Hai câu chuyện tập trung vào một gia đình di chuyển tới Provincetown, Massachusetts trong phần đầu tiên mang tựa đề Thủy triều đỏ (Red Tide), khi mà họ phải đối diện với cư dân của thị trấn. Phần thứ hai mang tựa đề Thung lũng chết (Death Valley) kể câu chuyện về một nhóm bạn đại học trong một chuyến đi cắm trại chạm trán với người ngoài hành tinh. Mùa thứ mười một: Thành phố New York được lấy bối cảnh ở New York vào thập niên 80 và tập trung vào những vụ án giết người, trong đó nạn nhân đều là đàn ông đồng tính cùng với sự xuất hiện của một chủng loại virus mới. Vào tháng 1 năm 2020, FX gia hạn hợp đồng tới mùa 13.
Truyện Kinh dị Mỹ đã được giới phê bình đánh giá cao, đặc biệt khen ngợi dàn diễn viên, nhất là Jessica Lange, người đã thắng hai giải Emmy, một giải Quả Cầu Vàng, và một giải thưởng của Hiệp hội diễn viên Mỹ cho các phần diễn xuất của bà. Thêm vào đó, Kathy Bates và Lady Gaga mỗi người lần lượt cũng thắng một giải Emmy và một Quả Cầu Vàng cho các vai diễn của họ. Loạt phim liên tục đạt xếp hạng cao trên kênh FX, với mùa đầu tiên là serie phim truyền hình cáp mới bom tấn nhất năm 2011. Có 3 diễn viên từng tham gia 9 mùa phim trên tất cả 10 mùa là Evan Peters, Sarah Paulson và Lily Rabe.

## Tổng quan

### Mùa 1: Murder House (2011) (Ngôi Nhà Sát Nhân)
Mùa đầu tiên với tiêu đề American Horror Story về sau mở rộng là American Horror Story: Murder House. Câu chuyện diễn ra vào năm 2011, gia đình Harmon gồm Bác sĩ tâm lý Ben (Dylan McDermott), vợ ông Vivien (Connie Britton) và con gái tuổi thiếu niên Violet (Taissa Farmiga) chuyển từ Boston đến Los Angeles sau khi Vivien phát hiện Ben ngoại tình và bị sẩy thai. Họ chuyển đến một căn biệt thự cổ để nỗ lực hàn gắn mối quan hệ trên đà rạn vỡ, ở đó những người hàng xóm kì lạ như người cô hầu gái Moira O'Hara (Frances Conroy), gia đình Langdon với góa phụ Constance (Jessica Lange) và hai người con Tate (Evan Peters), Addie (Jamie Brewer) và gã Larry Harvey (Denis O'Hare) bị bỏng một bên mặt. Dần dần họ phát hiện đây là nơi cư ngụ của những hồn ma của những người đã từng chết ở đây. Phim tập trung vào chủ đề tình cảm gia đình, hôn nhân, mối quan hệ vợ chồng, bạo lực học đường và giấc mơ nổi tiếng. Mùa phim chủ yếu được đặt ra trong thời hiện đại, với cảnh hồi tưởng ở những năm 1920, 1940, 1960, 1970, 1980, 1990 và 2000.

### Mùa 2: Asylum (2012-2013) (Nhà Thương Điên)
Mùa thứ hai mang tên American Horror Story: Asylum. Câu chuyện diễn ra vào năm 1964, khi bệnh viện Briarcliff được thành lập để điều trị cho các bệnh nhân tâm thần dưới sự giúp đỡ của các bác sĩ và nữ tu. Người đứng đầu viện gồm xơ Jude (Jessica Lange), xơ Mary Eunice (Lily Rabe) và Đức cha Timothy Howard (Joseph Fiennes). Các bác sĩ ở đây bị buộc tội điều trị vô nhân đạo cho các bệnh nhân bao gồm bác sĩ tâm thần Oliver Thredson (Zachary Quinto) và nhà khoa học tàn bạo - Tiến sĩ Arthur Arden (James Cromwell). Nhiều người bị đối xử một cách bất công, bao gồm nhà báo đồng tính Lana Winters (Sarah Paulson), người bị buộc tội giết người hàng loạt Kit Walker (Evan Peters) và người bị cáo buộc giết gia đình mình Grace Bertrand (Lizzie Brocheré). Bệnh nhân ở Briarcliff chịu ảnh hưởng thường xuyên của các hiện tượng siêu nhiên và khoa học, bao gồm cả quỷ ám và bị bắt cóc bởi người ngoài trái đất. Bối cảnh chủ yếu xảy ra trong suốt những năm 1960 với những hồi tưởng vào những năm 1940, 1970, 1980 và 2012.

### Mùa 3: Coven (2013-2014) (Hội Phù Thủy)
Mùa thứ ba mang tên American Horror Story: Coven. Sau sự kiện treo cổ phù thủy ở Salem, phù thủy gần như đã tuyệt chủng. Những phù thủy còn sống sót đang gặp nguy hiểm một lần nữa. Một trường học được mở ra ở New Orleans để dạy các phù thủy trẻ làm thế nào để tự bảo vệ mình. Phù thủy tối cao là Fiona (Jessica Lange) đến để đảm bảo sự an toàn về bí mật của họ còn con gái của Fiona - Cordelia (Sarah Paulson) thì thực hiện công việc giảng dạy tại trường học. Bộ phim tiết lộ một cuộc chiến giữa học viên ở Salem và các phù thủy Voodoo của New Orleans, cũng như mối hận thù lịch sử giữa Nữ hoàng Voodoo - Marie Laveau (Angela Bassett) và kẻ giết người hàng loạt Delphine LaLaurie (Kathy Bates). Các chủ đề khác bao gồm phù thủy, Voodoo, phân biệt chủng tộc và tình mẫu tử. Mùa này được thiết lập chủ yếu trong thời hiện đại bao gồm những đoạn hồi tưởng đến đầu những năm 1910, 1960, 1970, và 1830.

### Mùa 4: Freak Show (2014-2015) (Gánh Xiếc Quái Dị)
Mùa thứ tư mang tên American Horror Story: Freak Show. Mùa thứ tư diễn ra vào năm 1952, tại Jupiter, Florida, xoay quanh những người dị tật bẩm sinh có hình dạng quái dị khốn khổ, kém may mắn được Elsa Mars (Jessica Lange) cứu vớt và thu thập để tạo một gánh xiếc quái dị, gồm: Bette & Dot (cô gái 2 đầu do Sarah Paulson thủ vai), Jimmy Darling (chàng trai có bàn tay giống càng tôm do Evan Peters thủ vai), Ethel Darling (người đàn bà có râu do Kathy Bates thủ vai),... Nhưng Elsa làm vậy không phải vì lòng thương người mà là vì khát khao được hát cho công chúng biết tới bà nhằm thỏa mãn giấc mơ nổi tiếng mà bà đã ao ước từ lâu. Theo thời gian, các quái nhân khác cũng tới gánh xiếc để xin được biểu diễn như Dell Toledo (người đàn ông khỏe mạnh nhất thế giới do Micheal Chiklis thủ vai), Desiree Dupree (Người đàn bà ba vú do Angela Bassett thủ vai),.. Từ khi gánh xiếc di động này chuyển tới vùng Jupiter, có rất nhiều chuyện xảy ra: Xuất hiện một chú hề tên Twisty (John Carroll Lynch) giết người dân hàng loạt nơi đây, gã nhà giàu tên Dandy Mott (Finn Wittrock) yêu đơn phương Bette & Dot và cố xin được biểu diễn chung với gánh xiếc, nhưng mẹ của hắn thì lại ngăn con mình không tham gia vào gánh xiếc đó,... Không những vậy, sau đó, có một người đàn ông đồng tính mang tên Stanley Spencer (Denis O'Hare) tự nhận mình là mình là người đến từ Hollywood và đang tìm kiếm tài năng, không ai khác, đó là Elsa, đi cùng với ông là Maggie Esmerelda (Emma Roberts), Maggie tự nhận mình là thầy bói và được tham gia vào gánh xiếc. Nhưng thực ra, họ đang âm mưu trà trộn, thâm nhập vào gánh xiếc, chờ đợi cơ hội để giết từng quái nhân một để bán cho một bảo tàng chuyên trưng bày xác, đầu lâu của những người quái dị với giá rất cao. Những sự kiện hồi tưởng được thiết lập vào những năm 1930, 1940 và năm 1960.

### Mùa 5: Hotel (2015-2016) (Khách sạn)
Mùa thứ năm có tên gọi American Horror Story: Hotel. Câu chuyện xảy ra năm 2015 tại Los Angeles, California trong một khách sạn hoài cổ ma ám tên Cortez ban đầu được xây để làm hầm tra tấn bởi chủ sáng lập James Patrick March (Evan Peters). Cư ngụ trong đó là ma cà rồng 111 tuổi Elizabeth Johnson (Lady Gaga), quản lý kiêm tiếp tân Iris (Kathy Bates), con ma nghiện ngập Sally McKenna (Sarah Paulson), đứa con nghiện ngập hư hỏng của Iris và là bạn trai của Elizabeth tên Donovan (Matt Bomer), bartender chuyển giới Liz Taylor (Denis O'Hare), minh tinh màn bạc và là tình địch của Elizabeth tên Ramona Royale (Angela Bassett), người mẫu cuồng sát Tristan Duffy (Finn Wittrock), nhà thiết kế thời trang từ New York và là chủ mới của khách sạn Will Drake (Cheyenne Jackson), và thám tử sắp phát điên John Lowe (Wes Bentley) cùng cô vợ của anh ta là Alex (Chloe Sevigny). Khi Lowe nhận phòng ở trong khách sạn, anh không biết rằng mình đang trong tầm ngắm của tên sát thủ Mười Điều Răn. Phim xoay quanh chủ đề tình mẫu tử, danh vọng, sự bất tử, nghiện ngập, điên loạn và tha thứ. Bên cạnh nội dung chính ở thời hiện tại với các đoạn hồi tưởng về những thập niên 1920, 1970, 1980, và 1990, với phần kết thúc năm 2022.

### Mùa 6: Roanoke (2016) (Thuộc địa Roanoke)
Kênh FX đã đặt hàng mùa thứ sáu của loạt phim khi mùa 5 còn chưa công chiếu. Mùa phim mới sẽ ra mắt vào ngày 14/9/2016. Không giống như các mùa trước, mùa thứ 6 sẽ kéo dài 10 tập, không ra mắt vào tháng 10 và được giữ bí mật về nội dung kỹ lưỡng. Các teaser và poster được công bố đều dùng ký hiệu ?6 để chỉ mùa phim này. Roanoke được trình bày dưới dạng những bộ phim tài liệu:
- Ác mộng Roanoke:

Matt (André Holland) là một trình dược viên, còn Shelby (Lily Rabe) là giáo viên Yoga, cặp vợ chồng đang sống hạnh phúc tại Los Angeles và định sinh con tại đây. Không may vì một tai nạn ngoài ý muốn, Matt bị thương và Shelby bị sẩy thai, cả hai quyết định chuyển tới Bắc Carolina để bắt đầu cuộc đời mới và quên đi những ký ức buồn bã. Họ muốn sốngmột cách bình yên và gần gũi với gia đình hơn. Tại đây, cặp đôi mua được một căn nhà lớn, tương đối đẹp với giá rẻ bất ngờ. Nhưng chuyển vào sống chưa được bao lâu thì những chuyện quái dị như mưa răng từ trên trời rơi xuống, những tiếng động lạ lúc nửa đêm,…cứ lần lượt xuất hiện. Để yên tâm về vợ mình những lúc vắng nhà, Matt đã nhờ chị gái Lee (Adina Porter)  đến sống cùng. Vốn dĩ Lee và Shelby vốn chẳng ưa nhau, cho đến khi họ cùng phát hiện thêm những bí mật ở căn nhà ma ám và cả khu rừng gần đó…Họ nhận ra rằng căn nhà nằm trên vùng đất thuộc địa Roanoke. Và trong đêm Trăng Máu, các hồn ma từ thuộc địa sẽ tắm máu họ để dâng hiến cho mảnh đất. Rất nhiều người đã bị lôi kéo vào căn nhà và bỏ mạng trong khi Matt và Shelby bằng mọi giá thoát khỏi nó. Các diễn viên (Cuba Gooding Jr., Sarah Paulson, Angela Bassett) thể hiện lại câu chuyện theo lời kể của các nhân vật thật.
- Trở về Roanoke:

Sau thành công vang dội của Ác mộng Roanoke, nhà sản xuất Sidney Aaron James (Cheyenne Jackson) quyết tâm thực hiện chương trình thực tế Trở về Roanoke. Chương trình sẽ cho các nhân vật thật và các diễn viên trong Ác mộng Roanoke chung sống 3 ngày trong căn nhà tại Roanoke trong kỳ Trăng máu. Dù có phần bất thường, nhưng từng người một, kể cả Matt và Shelby vẫn ưng thuận tham gia vì nhiều lý do khó giải thích. Kết quả là tất cả mọi người đều tử nạn, trừ Lee.
Mùa phim này chủ yếu đề cập đến các chủ đề: sự lợi dụng, danh tiếng, tình mẫu tử, tình cảm gia đình, trả thù, sự sai lệch truyền thông.

### Mùa 7: Cult (2017) (Hội Kín)
Mùa thứ bảy mang tên American Horror Story: Cult, có cốt truyện bắt đầu trong đêm tranh cử Tổng thống Hoa Kỳ năm 2016 tại trấn giả tưởng Brookfield Heights, Michigan. Sau chiến thắng gây tranh cãi của Donald Trump, cộng đồng dân cư dần chia rẽ. Cặp đôi đồng tính Ally Mayfair-Richards (Sarah Paulson) và bạn đời là Ivy (Alison Pill) cùng sở hữu và điều hành một nhà hàng. Dù đã có sự trợ giúp nhiệt tình từ bác sỹ Rudy Vincent (Cheyenne Jackson), nhưng tâm trạng thất vọng về kết quả bầu cử đã khiến Ally bị suy sụp tâm lý, đến nỗi cô lâm vào nhiều chứng tâm bệnh như bệnh sợ hề, sợ máu và sợ lỗ. Cùng lúc đó, Kai Anderson (Evan Peters) lại vô cùng hân hoan với kết quả bầu cử và bắt đầu chiến dịch tranh cử vào ghế Hội đồng thành phố. Em gái hắn là Winter (Billie Lourd) được nhận vào nhà của Ally và Ivy để làm vú em cho đứa con của họ là Oz (Cooper Dodson). Khủng hoảng khi cố gắng vượt qua bệnh tật, Ally đụng độ một nhóm hề ma quái và bị chúng khủng bố tâm lý liên hoàn. Sau nhiều án mạng bí ẩn và sự lên ngôi của Kai tại Hội đồng, Ally dần nhận ra các mối liên kết và xâu chuỗi lại mọi chuyện. Cô nhận ra tất cả bạn cô, hàng xóm, kẻ thù lẫn người vú em và cả vợ của cô đều có dính dáng tới chuỗi vụ việc trên. Mùa phim này phần lớn đề cập đến vấn đề định kiến, chính trị, chính phủ, âm mưu, hoang tưởng, sợ hãi, quyền lực, bất công, truyền thông sai lệch, chủ nghĩa phân biệt giới tính và áp bức.

### Mùa 8: Apocalypse (2018) (Tận thế)
Mùa thứ tám mang tên American Horror Story: Apocalypse có tông truyện giống với Nhà sát nhân và Hội phù thủy, đóng vai trò nối kết hai phần này lại với nhau Ngày 1 tháng 10 năm 2017, gương mặt quen thuộc Sarah Paulson công bố sẽ trở lại với mùa tám và nhân vật của cô sẽ đeo các dụng cụ nha khoa. Ngày 20 tháng 3 năm 2018, Kathy Bates và Evan Peters cũng được xác nhận sẽ trở lại trong các vai chính cùng Paulson. Ngày 4 tháng 4 năm 2018, minh tinh Joan Collins tham gia với trong vai bà của nhân vật của Evan Peters và  Peters sẽ thủ vai một thợ làm tóc hài hước. Adina Porter, Cheyenne Jackson, Billy Eichner, và Leslie Grossman cũng sẽ tham gia. Trước khi tên chính thức được công bố, một tựa đề tạm dùng trên trường quay là "Truyện kinh dị Mỹ: Phóng xạ" đã được đăng ký độc quyền thương hiệu. Mùa này kể về âm mưu đưa cả thế giới đến Khải Huyền bằng vũ khí hạt nhân của Michael Langdon (Cody Fern thủ vai) - đứa con trai của Satan, đồng thời là con ngoài giá thú của Tate Langdon và Vivian Harmon từ mùa thứ nhất. Cậu được Hội Pháp Sư nam mong chờ sẽ soán ngôi Phù Thủy Tối Cao từ Cordelia Goode (Sarah Paulson), tuy nhiên, sau khi chứng kiến nhiều hành động bất thường của Michael, họ đã cùng Hội Phù Thủy điều tra về lai lịch của cậu và phát hiện nhiều bí mật đen tối hơn nữa. Đồng thời, cuộc hành trình chống lại Michael lẫn việc thế giới tận diệt của Hội Phù Thủy cũng bắt đầu. Mùa phim đề cập đến vấn đề tôn giáo, Satan giáo, mặt tối của sự giàu sang, Khải Huyền, năng lượng nguyên tử hạt nhân.

### Mùa 9ː 1984 (2019)
Ngày 12 tháng 1 năm 2017, kênh FX đã đặt hàng mùa thứ chín của series, lên lịch công chiếu năm 2019. Vào ngày 10 tháng 4 năm 2019, Ryan Murphy công bố tiêu đề của mùa thứ 9ː 1984. Lấy bối cảnh vào năm 1984, cô nàng Brooke Thompson (Emma Roberts) đến một trại hè mới mở ở vùng quê xa xôi hẻo lánh mang tên Trại hè Redwood, nhằm giải tỏa tâm trí bất an sau cuộc chạm trán kinh hoàng với kẻ giết người hàng loạt Richard Ramirez (Zach Villa). Những người đi với Brooke bao gồm Xavier Plympton (Cody Fern), Chet Clancy (Gus Kenworthy), Ray Powell (DeRon Horton), và Montana Duke (Billie Lourd). Khi đến trại, nhóm bạn được gặp vị hướng dẫn viên trưởng là cô Margaret Booth (Leslie Grossman), người có niềm tin tôn giáo sâu sắc cũng đã từng sống sót thoát khỏi một kẻ sát nhân hồi còn trẻ, giống như Brooke. Ngoài ra, trong trại hè còn có một số nhân viên và phục vụ viên khác bao gồm y tá Rita (Angelica Ross), huấn luyện viên Trevor Kirchner (Matthew Morrison), và đầu bếp Bertie (Tara Karsian). Không lâu sau khi nhóm bạn hòa mình vào lửa trại được một tuần, tin tức về kẻ giết người điên loạn Benjamin Richter - còn được gọi là Mr. Jingles (John Carroll Lynch) người đã từng gây ra một vụ án đẫm máu tại Trại hè Redwood nhiều năm về trước, đã trốn khỏi trại thương điên địa phương và được cho là đang quay trở về trại. Tuy nhiên, dần về sau, nhiều bí mật kinh hoàng và tàn nhẫn về các nhân viên trại, cũng như lịch sử đen tối của Redwood được tiết lộ và những vụ thảm sát đẫm máu tại trại hè cũng bắt đầu.

### Mùa 10: Double Feature (2021) (Hai câu chuyện)
Mùa thứ 10 sẽ có sự góp mặt của ngôi sao "Ở nhà một mình" Macaulay Culkin cùng sự trở lại của Frances Conroy, Leslie Grossman, Billie Lourd, Evan Peters, Adina Porter, Lily Rabe, Angelica Ross, Finn Wittrock. Trên các phương tiện mạng xã hội, Ryan đã hé lộ các bối cảnh liên quan đến miền duyên hải.
Ngày 26 tháng 5 năm 2020, mùa thứ 10 hủy lịch quay vì dịch COVID-19. Ngày 28 tháng 8, có tin giai đoạn quay phim bắt đầu lại vào tháng 10 cùng năm. Phim được quay tại Los Angeles, bang California và Provincetown, bang Massachusetts. Tựa đề mùa thứ 10 được công bố ngày 19 tháng 3 năm 2021. Mùa thứ 10 với nhan đề "Truyện kinh dị Mỹ: Hai câu chuyện" bao gồm một truyện bên bờ biển và một truyện trên bãi cát trong cùng một mùa phim.
Ở phần đầu tiên, mang tựa đề Thủy triền đỏ (Red Tide), người chồng làm biên kịch Harry Gardner (Finn Wittrock), người vợ đang mang bầu Doris (Lily Rabe) và người con gái của họ Alma (Ryan Kiera Armstrong) chuyển tới Provincetown, một thị trấn biển ở Massachusetts để giúp cho Harry có một nơi làm việc bình yên không bị phân tán. Ngay sau khi họ tới nơi, cư dân thực sự của thị trấn bắt đầu lộ diện. Harry gặp writer's block và sau đó đi tới quán bar tên The Muse và gặp nhạc sĩ Austin Sommers (Evan Peters) và tiểu thuyết gia Sarah Cunningham với bút danh Belle Noir (Frances Conroy) giúp đỡ anh trong công việc biên kịch của mình. Austin giới thiệu cho Harry một loại thuốc màu đen bí ẩn có thể giúp những người có tài và sáng tạo nâng cao chất lượng tác phẩm của mình. Tuy nhiên, người sử dụng viên thuốc sẽ chịu một tác dụng phụ kinh hoàng. Xuyên suốt cả mùa phim, nhiều sự kiện đáng sợ diễn ra cùng với nhiều nhân vật khác, bao gồm Mickey bẩn thỉu (Macaulay Culkin), quản lý khó tính của Harry, Ursula (Leslie Grossman), thợ xăm Lark (Billie Lourd), một người phụ nữ kỳ quặc vô gia cư có tên gọi là Karen Lao Phổi (Sarah Paulson), cảnh sát trưởng nghiệp dư tọc mạch Burleson (Adina Porter), một người phụ nữ bí ẩn mang tên Nhà Hóa học (Angelica Ross) và nhà thiết kế nội thất Holden Vaughn (Denis O'Hare).
Phần thứ hai mang tựa đề Thung lũng chết (Death Valley), Kendall Carr (Kaia Gerber), Cal Cambon (Nico Greetham), Troy Lord (Isaac Cole Powell) và Jamie Howard (Rachel Hilson), bốn sinh viên đại học trong chuyến đi cắm trại chạm trán với một kế hoạch tuyệt mật kinh hoàng của người ngoài hành tinh đang được triển khai hàng thế kỷ nay. Thủ tướng Hoa Kỳ Dwight D. Eisenhower (Neal McDonough) đã được giao một nhiệm vụ để dùng lý lẽ với những vị khách không mời tới Trái Đất trong khi vợ của ngài, Mamie Eisenhower (Sarah Paulson) lén lút đưa ra một quyết định chết người.

### Mùa 11: New York City (2022) (Thành Phố New York)
Vào ngày 17 tháng 6 năm 2022, Billie Lourd được công bố sẽ quay trở lại với bộ phim, cùng với Charlie Carver tham gia dàn diễn viên. Mùa phim bắt đầu được bấm máy vào ngày 14 tháng 6 năm 2022 tại New York - bối cảnh của mùa phim. Vào ngày 2 tháng 8 năm 2022, Sarah Paulson công bố cô sẽ không trở lại mùa phim này.
Vào ngày 9 tháng 8 năm 2022, Sandra Bernhard và Isaac Cole Powell được bắt gặp tại đang quay phim cùng Charlie Carver. Ngày 9 tháng 8 năm 2022, Zachary Quinto được xác nhận sẽ quay trở lại bộ phim kể từ mùa thứ hai, Nhà điên từ 10 năm trước. Leslie Grossman, Russell Tovey, Joe Mantello, Gideon Gluck và Lee Aaron Rosen đều được xác nhận sẽ tham gia vào bộ phim vào cuối tháng 8 cùng với Rebecca Dayan, người đã góp mặt trong Thung lũng chết và American Horror Stories mùa thứ hai. Vào ngày 30 tháng 8 năm 2022, Denis O'Hare xác nhận sự góp mặt của ông qua mạng xã hội Twitter.
Vào ngày 20 tháng 9 năm 2022, mùa phim được xác nhận sẽ công chiếu vào ngày 19 tháng 10 năm 2022, với hai tập phim sẽ được lên sóng mỗi tuần tới ngày 19 tháng 11, tổng cộng mùa phim sẽ bao gồm 10 tập.

### Các mùa tương lai
Vào ngày 5 tháng 12 năm 2018, Ryan Murphy nói rằng các phù thủy từ mùa Hội phù thủy và Tận thế sẽ trở lại trong một mùa phim trong tương lai. Vào ngày 9 tháng 1 năm 2020, bộ phim được gia hạn tới mùa thứ 13.

## Sản xuất

### Thiết kế
– Murphy nói về format của American Horror Story.
Ryan Murphy và Brad Falchuk bắt đầu làm việc với American Horror Story trước khi Glee đi vào sản xuất. Murphy muốn làm điều trái ngược với những gì ông đã làm trước đây. Ông nói: "Tôi đi từ Nip/Tuck tới Glee, đó là điều hợp lý khi tôi muốn làm gì đó thử thách và đen tối. Và giống như Brad, tôi đã luôn mê mẩn thể loại kinh dị. Nên với tôi nó cũng tự nhiên thôi." Brad Falchuk đã cảm thấy thích thú với ý tưởng đặt một cái nhìn khác vào thể loại kinh dị, nói rằng mục đích của hai người khi tạo ra series là để hù dọa khán giả: "Sau cùng thì, tôi cũng muốn mọi người bị choáng váng đôi chút".
Tháng hai năm 2011, FX chính thức tuyên bố đã đặt hàng một tập pilot cho một series tiềm năng của Ryan Murphy và Brad Falchuk, với chính họ viết và đạo diễn. Dante Di Loreto được công bố là giám đốc sản xuất. Công việc sản xuất cho loạt phim bắt đầu trong tháng 4 năm 2011. Tháng 7 năm 2011, FX chính thức tuyên bố dự án được nâng lên thành series truyền hình dài.
Ngay từ đầu, Murphy và Falchuk dự định mỗi mùa phim sẽ kề về một câu chuyện khác nhau. Sau khi mùa 1 kết thúc, Murphy nói về dự định sẽ thay đổi dàn diễn viên và địa điểm cho mùa kế tiếp. Tuy nhiên, một số diễn viên tham gia từ phần một vẫn sẽ trở lại tham gia: "Họ sẽ thủ vai những nhân vật hoàn toàn khác. Chuyện của nhà Harmons đã xong rồi. Những diễn viên tái xuất sẽ trong vai các nhân vật hoàn toàn mới". Tháng 11 năm 2012, Giam đốc điều hành kênh FX, John Landgraf, miêu tả phong cách đặc trưng của series: "Việc thực hiện một chuỗi các series ngắn độc lập với dàn diễn viên tái xuất liên tục đã chứng tỏ độ bom tấn, đặc biệt thành công và sẽ trở thành xu hướng mới."
Murphy sau đó đã giải thích quá trình lên lịch một mùa phim mất khoảng một năm: "Chúng tôi chốt câu chuyện trước rồi đến nhân vật sau. Đó là quá trình lặp đi lặp lại, nên chúng tôi cứ xoay vòng nhân sự và đôi khi không có sẵn vai cho ai đó. Như khi bắt đầu mùa hai, tôi chẳng thể nào ngờ được là Dylan McDermott sẽ đóng vai con của Sarah. Hẳn là sẽ rất tuyệt."
Trong một bài báo vào tháng 8 năm 2015 của Entertainment Weekly, Murphy hé lộ rằng ông đang nghĩ đến việc sản xuất hai mùa một năm. Một sẽ chiếu vào mùa phim truyền hình Xuân và một vào mùa phim Thu. Ông giải thích, "Chúng tôi đang làm một số thứ chưa từng làm trước đây khi cho hai nhóm biên kịch làm việc độc lập. Một số biên kịch của chúng tôi sẽ khá bận rộn ở thời điểm hiện tại nhưng một nhóm khác sẽ xuất hiện vào cuối tháng Tám. Cái tiếp theo mà chúng tôi đang xây dựng sẽ rất khác với mùa Khách sạn. Không nhỏ hơn. Nhưng cũng không sang trọng đến thế. Nó sẽ bí ẩn và đen tối hơn."

### Diễn viên
Mùa thứ nhất: Connie Britton là người đầu tiên được chọn tham gia serie, thủ vai nữ chính Vivien Harmon trong Nhà sát nhân. Denis O'Hare được chọn thứ hai trong vai Larry Harvey. Jessica Lange tham gia vai Constance, vai chính truyền hình đầu tiên của bà. Dylan McDermott tham gia sau Lange trong vai nam chính Ben Harmon. Taissa Farmiga và Evan Peters là hai người cuối cùng được tuyển vai Violet Harmon và Tate Langdon.
Mùa thứ hai: Tháng 3 năm 2012, Murphy cho biết mùa 2 sẽ xoay quanh Jessica Lange, người thủ vai Sơ Jude, một ma sơ vận hành nhà thương điên. Evan Peters, Sarah Paulson, Lily Rabe và Zachary Quinto cũng trở lại tham gia vai chính. Peters thủ vai Kit Walker, một bệnh nhân bị buộc tội giết vợ. Sarah Paulson thủ vai Lana, phóng viên đồng tính nữ bị nhốt vào trại thương điên vì xâm nhập trái phép. Rabe thủ vai Sơ Mary Eunice, tay sai hậu đậu của Sơ Jude. Quinto thủ vai Bác sĩ Thredson, một người làm việc tại bệnh viện. Lizzie Brocheré tham gia vai Grace Bertrand, một nhân vật được mô tả là "mãnh liệt, cuồng dâm và nguy hiểm", tuy nhiên vai diễn về sau được chỉnh sửa nhiều. James Cromwell tham gia vai Bác sĩ Arthur Arden, người tự xưng là quản lý bệnh viện và thực hiện các thử nghiệm đen tối trên bệnh nhân. Joseph Fiennes thủ vai Hồng y Timothy Howard, người trong mộng của Sơ Jude.
Mùa thứ ba: Ryan Murphy và Brad Falchuk khẳng định "nhiều diễn viên" sẽ trở lại với các vai mới, bắt đầu với Jessica Lange. Evan Peters và Sarah Paulson được khẳng định sẽ trở lại, trong vai Kyle Spencer và Cordelia Foxx. Murphy thêm vào rằng Lange sẽ vào vai "một qúy bà miêu nữ sang chảnh đích thực", về sau có tên là Fiona Goode. Taissa Farmiga, tham gia vai chính Zoe Benson, nhân vật có mối lương duyên nảy nở. Lily Rabe thủ vai Misty Day. Frances Conroy, từng tham gia vai phụ, vào vai chính Myrtle Snow. Nữ diễn viên đoạt giải Oscar Kathy Bates được xác nhận vào vai "một phụ nữ ban đầu là bạn thân của nhân vật của Lange nhưng sẽ trở thành kẻ thù lớn nhất", nhưng điều này đã bị thay đổi về sau. Murphy nói rằng nhân vật của Bates sẽ "5 lần kinh khủng hơn vai của bà trong Misery" và dựa trên "chuyện thật". Bà thủ vai Madame Delphine LaLaurie, một kẻ phân biệt chủng tộc bất tử. Tháng năm năm 2013, Emma Roberts được tuyển vào vai Madison Montgomery.
Mùa thứ tư: Tháng 11 năm 2013, Ryan Murphy khẳng định Jessica Lange sẽ trở lại trong mùa 4, dù với mức độ hạn chế hơn. Về sau bà được công bố tham gia vai bà chủ gánh hát Elsa Mars. Kathy Bates trở lại với vai chính, qúy bà có râu Ethel Darling. 29 tháng 3 năm 2014, Murphy công bố Sarah Paulson, Evan Peters, Frances Conroy, Emma Roberts, Denis O'Hare, và Angela Bassett sẽ trở lại. Paulson thủ vai cặp sinh đôi dính liền Bette và Dot Tattler; Peters thủ vai "Cậu bé Tôm Hùm" Jimmy Darling; Conroy tham gia với vai bà đại gia Gloria Mott; Bassett thủ vai cô gái ba vú Desiree Dupree; và O'Hare vai siêu lừa đảo Stanley, làm việc với trợ lý Maggie Esmerelda do Emma Roberts thủ vai. Tại PaleyFest 2014, Michael Chiklis được công bố tham gia vai Dell Toledo, bố của Jimmy, chồng cũ của Ethel, và là chồng hiện tại của Desiree. Finn Wittrock tham gia vai cậu công tử hư hỏng Dandy Mott.
Mùa thứ năm: Ngày 25 tháng 2 năm 2015, ca sĩ Lady Gaga được công bố sẽ tham gia mùa 5 của serie, tên là Khách sạn Tại PaleyFest 2015, Matt Bomer và Cheyenne Jackson được công bố tham gia vai chính và Lange sẽ không trở lại. Wes Bentley, Chloë Sevigny, Kathy Bates, Sarah Paulson, Evan Peters, Angela Bassett, và Finn Wittrock lần lượt được công bố sẽ tham gia. Ngày 18 tháng 6 năm 2015, Murphy hé lộ với Deadline.com rằng Denis O'Hare cũng sẽ trở lại.
| Diễn viên              | Vai diễn                        | Vai diễn                    | Vai diễn                        | Vai diễn                             | Vai diễn                         | Vai diễn                             | Vai diễn                                                                                          |  |
| Diễn viên              | Truyện kinh dị Mỹ: Nhà sát nhân | Truyện kinh dị Mỹ: Nhà điên | Truyện kinh dị Mỹ: Hội phù thủy | Truyện kinh dị Mỹ: Gánh xiếc quái dị | Truyện kinh dị Mỹ: Khách sạn     | Truyện kinh dị Mỹ: Thuộc địa Roanoke | Truyện kinh dị Mỹ: Hội kín                                                                        |  |
| ---------------------- | ------------------------------- | --------------------------- | ------------------------------- | ------------------------------------ | -------------------------------- | ------------------------------------ | ------------------------------------------------------------------------------------------------- |  |
| Connie Britton         | Vivien Harmon                   |                             |                                 |                                      |                                  |                                      |                                                                                                   |  |
| Dylan McDermott        | Bs. Ben Harmon                  | Johnny Morgan               |                                 |                                      |                                  |                                      |                                                                                                   |  |
| Evan Peters            | Tate Langdon                    | Kit Walker                  | Kyle Spencer                    | Jimmy Darling                        | James Patrick March              | Rory Monahan                         | Kai Anderson, Andy Warhol, Marshall Applewhite, David Koresh, Jim Jones, Jesus, và Charles Manson |  |
| Taissa Farmiga         | Violet Harmon                   |                             | Zoe Benson                      |                                      |                                  | Sophie Green                         |                                                                                                   |  |
| Denis O'Hare           | Larry Harvey                    |                             | Spalding                        | Stanley                              | Liz Taylor                       | William van Henderson                |                                                                                                   |  |
| Jessica Lange          | Constance Langdon               | Sơ Jude Martin              | Fiona Goode                     | Elsa Mars                            |                                  |                                      |                                                                                                   |  |
| Zachary Quinto         | Chad Warwick                    | Bs. Oliver Thredson         |                                 |                                      |                                  |                                      |                                                                                                   |  |
| Sarah Paulson          | Billie Dean Howard              | Lana Winters                | Cordelia Foxx                   | Bette và Dot Tattler                 | Sally McKenna Billie Dean Howard | Audrey Tindall Lana Winters          | Ally Mayfair-Richards Susan Atkins                                                                |  |
| Lily Rabe              | Nora Montgomery                 | Sơ Mary Eunice McKee        | Misty Day                       | Sơ Mary Eunice McKee                 | Aileen Wuornos                   | Shelby Miller                        |                                                                                                   |  |
| Frances Conroy         | Moira O'Hara                    | Shachath                    | Myrtle Snow                     | Gloria Mott                          |                                  | Mama Polk (diễn viên)                | Bebe Babbitt                                                                                      |  |
| Joseph Fiennes         |                                 | Hồng y Timothy Howard       |                                 |                                      |                                  |                                      |                                                                                                   |  |
| Lizzie Brocheré        |                                 | Grace Bertrand              |                                 |                                      |                                  |                                      |                                                                                                   |  |
| James Cromwell         |                                 | Bs. Arthur Arden            |                                 |                                      |                                  |                                      |                                                                                                   |  |
| Chloë Sevigny          |                                 | Shelley                     |                                 |                                      | Bs. Alex Lowe                    |                                      |                                                                                                   |  |
| Emma Roberts           |                                 |                             | Madison Montgomery              | Maggie Esmeralda                     |                                  |                                      | Serina Belinda                                                                                    |  |
| Kathy Bates            |                                 |                             | Marie Delphine LaLaurie         | Ethel Darling                        | Iris                             | Agnes Mary Winstead                  |                                                                                                   |  |
| Angela Bassett         |                                 |                             | Marie Laveau                    | Desiree Dupree                       | Ramona Royale                    | Monet Tumusiime                      |                                                                                                   |  |
| Michael Chiklis        |                                 |                             |                                 | Dell Toledo                          |                                  |                                      |                                                                                                   |  |
| Finn Wittrock          |                                 |                             |                                 | Dandy Mott                           | Tristan Duffy Rudolph Valentino  | Jether Polk                          |                                                                                                   |  |
| Wes Bentley            |                                 |                             |                                 | Edward Mordrake                      | John Lowe                        | Dylan                                |                                                                                                   |  |
| Matt Bomer             |                                 |                             |                                 | Andy                                 | Donovan                          |                                      |                                                                                                   |  |
| Cheyenne Jackson       |                                 |                             |                                 |                                      | Will Drake                       | Sidney Aaron James                   | Bs. Rudy Vincent                                                                                  |  |
| Lady Gaga              |                                 |                             |                                 |                                      | Elizabeth Johnson                | Scathach                             |                                                                                                   |  |
| Cuba Gooding, Jr.      |                                 |                             |                                 |                                      |                                  | Dominic Banks                        |                                                                                                   |  |
| André Holland          |                                 |                             |                                 |                                      |                                  | Matt Miller                          |                                                                                                   |  |
| Billie Lourd           |                                 |                             |                                 |                                      |                                  |                                      | Winter Anderson Linda Kasabian                                                                    |  |
| Alison Pill            |                                 |                             |                                 |                                      |                                  |                                      | Ivy Mayfair-Richards                                                                              |  |
| Colton Haynes          |                                 |                             |                                 |                                      |                                  |                                      | Thanh tra Samuels                                                                                 |  |
| Leslie Grossman        |                                 |                             |                                 |                                      |                                  |                                      | Meadow Wilton Patricia Krenwinkel                                                                 |  |
| Billy Eichner          |                                 |                             |                                 |                                      |                                  |                                      | Harrison Wilton Charles "Tex" Watson                                                              |  |
| Lena Dunham            |                                 |                             |                                 |                                      |                                  |                                      | Valerie Solanas                                                                                   |  |
| Alexandra Breckenridge | Moira O'Hara                    |                             | Kaylee                          |                                      |                                  |                                      |                                                                                                   |  |
| Teddy Sears            | Patrick                         |                             |                                 |                                      |                                  |                                      |                                                                                                   |  |
| Jamie Brewer           | Adelaide Langdon                |                             | Nan                             | Marjorie                             |                                  |                                      | Hedda                                                                                             |  |
| Christine Estabrook    | Marcy                           |                             |                                 |                                      | Marcy                            |                                      |                                                                                                   |  |
| Matt Ross              | Bs. Charles Montgomery          |                             |                                 |                                      | Bs. Charles Montgomery           |                                      |                                                                                                   |  |
| Anthony Ruivivar       | Miguel Ramos                    |                             |                                 |                                      | Richard Ramirez                  |                                      |                                                                                                   |  |
| Adina Porter           | Sally Freeman                   |                             |                                 |                                      |                                  | Lee Harris                           | Beverly Hope                                                                                      |  |
| Naomi Grossman         |                                 | Pepper                      |                                 | Pepper                               |                                  |                                      |                                                                                                   |  |
| John Cromwell          |                                 | Hans Gruper                 |                                 | Hans Gruper                          |                                  |                                      |                                                                                                   |  |
| Fredric Lehne          |                                 | Frank McCann                |                                 |                                      |                                  |                                      |                                                                                                   |  |
| Clea DuVall            |                                 | Wendy Peyser                |                                 |                                      |                                  |                                      |                                                                                                   |  |
| Britne Oldford         |                                 | Alma Walker                 |                                 |                                      |                                  |                                      |                                                                                                   |  |
| Robin Bartlett         |                                 | Bs. Miranda Crump           | Cecily Pembroke                 |                                      |                                  |                                      |                                                                                                   |  |
| Jenna Dewan-Tatum      |                                 | Teresa Morrison             |                                 |                                      |                                  |                                      |                                                                                                   |  |
| Robin Weigert          |                                 | Cynthia Potter              |                                 |                                      |                                  | Mama Polk                            |                                                                                                   |  |
| Adam Levine            |                                 | Leo Morrison                |                                 |                                      |                                  |                                      |                                                                                                   |  |
| Josh Hamilton          |                                 |                             | Hank Foxx                       |                                      |                                  |                                      |                                                                                                   |  |
| Alexander Dreymon      |                                 |                             | Luke Ramsey                     |                                      |                                  |                                      |                                                                                                   |  |
| Lance Reddick          |                                 |                             | Papa Legba                      |                                      |                                  |                                      |                                                                                                   |  |
| Leslie Jordan          |                                 |                             | Quentin Flaming                 |                                      |                                  | Ashley Gilbert                       |                                                                                                   |  |
| Grace Gummer           |                                 |                             | Millie                          | Penny                                |                                  |                                      |                                                                                                   |  |
| John Carroll Lynch     |                                 |                             |                                 | Twisty                               | John Wayne Gacy                  |                                      | Twisty                                                                                            |  |
| Skyler Samuels         |                                 |                             |                                 | Bonnie Lipton                        |                                  |                                      |                                                                                                   |  |
| Patti LaBelle          |                                 |                             |                                 | Dora Brown                           |                                  |                                      |                                                                                                   |  |
| Jyoti Amge             |                                 |                             |                                 | Ma Petite                            |                                  |                                      |                                                                                                   |  |
| Richard T. Jones       |                                 |                             |                                 |                                      | Thanh tra Andrew Hahn            |                                      |                                                                                                   |  |
| Max Greenfield         |                                 |                             |                                 |                                      | Gabriel                          |                                      |                                                                                                   |  |
| Alexandra Daddario     |                                 |                             |                                 |                                      | Natacha Rambova                  |                                      |                                                                                                   |  |
| Saniyya Sidney         |                                 |                             |                                 |                                      |                                  | Flora Harris (diễn viên)             |                                                                                                   |  |
| Chaz Bono              |                                 |                             |                                 |                                      |                                  | Brian Wells                          | Gary Longstreet                                                                                   |  |
| Shannon Lucio          |                                 |                             |                                 |                                      |                                  | Diana Cross                          |                                                                                                   |  |
| Jacob Artist           |                                 |                             |                                 |                                      |                                  | Todd Allan Connors                   |                                                                                                   |  |
| Doris Kearns Goodwin   |                                 |                             |                                 |                                      |                                  | Doris Kearns Goodwin                 |                                                                                                   |  |
| Cooper Dodson          |                                 |                             |                                 |                                      |                                  |                                      | Ozymandias "Oz" Mayfair-Richards                                                                  |  |
| Kate Mara              | Hayden McClaine                 |                             |                                 |                                      |                                  |                                      |                                                                                                   |  |
| Charles S. Dutton      | Detective Granger               |                             |                                 |                                      |                                  |                                      |                                                                                                   |  |
| Eric Stonestreet       | Derek                           |                             |                                 |                                      |                                  |                                      |                                                                                                   |  |
| Ian McShane            |                                 | Leigh Emerson               |                                 |                                      |                                  |                                      |                                                                                                   |  |
| Gabourey Sidibe        |                                 |                             | Queenie                         | Regina Ross                          | Queenie                          |                                      |                                                                                                   |  |
| Mare Winningham        |                                 |                             | Alicia Spencer                  | Rita Gayheart                        | Hazel Evers                      |                                      | Sally Keffler                                                                                     |  |
| Danny Huston           |                                 |                             | The Axeman                      | Massimo Dolcefino                    |                                  |                                      |                                                                                                   |  |
| Patti LuPone           |                                 |                             | Joan Ramsey                     |                                      |                                  |                                      |                                                                                                   |  |
| Stevie Nicks           |                                 |                             | Stevie Nicks                    |                                      |                                  |                                      |                                                                                                   |  |
| Celia Weston           |                                 |                             |                                 | Lillian Hemmings                     |                                  |                                      |                                                                                                   |  |
| Neil Patrick Harris    |                                 |                             |                                 | Chester Creb                         |                                  |                                      |                                                                                                   |  |
| Naomi Campbell         |                                 |                             |                                 |                                      | Claudia Bankson                  |                                      |                                                                                                   |  |

| Chú thích      |
| -------------- |
| Vai chính      |
| vai Khách mời  |
| Vai phụ        |
| không tham gia |

### Quay phim
Tập pilot của phim được quay tại hiện trường trong một căn nhà tại Country Club Park, Los Angeles, California. Trong phim, căn nhà bị ám và là hiện trường tội ác. Được thiết kế và xây năm 1908 bởi Alfred Rosenheim, chủ tịch Viện kiến trúc Hoa Kỳ chi nhánh Los Angeles, từng dùng làm nữ tu viện. Mùa đầu tiên được quay tại phim trường mô phỏng chính xác căn nhà thật. Các chi tiết như cửa kính Louis Comfort Tiffany hay đèn chùm bằng đồng được làm như thật để đảm bảo độ chính xác trên phim.
- Sản xuất và quay phim cho mùa 2 bắt đầu cuối tháng 7 năm 2012 cho lịch chiếu giữa tháng 10.[80] Các cảnh ngoài trời được quay tại Hidden Valley, Ventura County, California, một khu ngoại ô Los Angeles.[81]
- Phần quay phim cho mùa 3 bắt đầu ngày 23 tháng bảy, 2013,[82] tại New Orleans, Louisiana.[83][84] Có thông tin là mùa phim sẽ quay tại nhiều địa điểm, nhưng thực chất chủ yếu quay ở New Orleans.[85]
- Phần quay phim cho mùa 4 bắt đầu ngày 15 tháng 7 năm 2014, tại New Orleans, dù câu chuyện xảy ra tại Jupiter, Florida.[86]
- Phần quay phim cho mùa 5 bắt đầu ngày 14 tháng 7 năm 2015, tại Los Angeles, California.[87] Murphy cho biết một phim trường hình khách sạn cao 6 tầng đang được xây tại lô đất của Fox. Một phiên bản nhỏ được trưng bày tại San Diego Comic-Con International 2015, với phong cách Art Deco từ thập niên 1920s, lấy cảm hứng từ kỷ nguyên Hollywood cũ.[88]
- Phần quay phim cho mùa 6 bắt đầu ngày 6 tháng 7 năm 2016 tại Santa Clarita, California.[89]
- Phần quay phim cho mùa 7, tiến hành tại Orange, California, dự kiến trong tháng 6 năm 2017 nhưng được đẩy sớm lên tháng Năm cùng năm.[90][91]

### Phân cảnh tựa đề
Các phân cảnh tựa đề của American Horror Story thường báo trước nội dung phim. Murphy từng miêu tả: "Tới lúc bạn xem tới tập 9, mọi hình ảnh trong đoạn tựa đề sẽ được giải thích".
- Mùa thứ nhất: Nhà sát nhân, đoạn tựa đề miêu tả căn hầm của nhà Harmon với xác em bé ngâm formol, dao kéo phẫu thuật phá thai, hình ảnh trẻ con, áo bác sĩ, xương người, lửa thiêu.
- Mùa thứ hai: Nhà điên có đoạn tựa đề với cảnh các bệnh nhân quằn quại trong nhà giam, người khóc ra máu, máng chở xác, bệnh nhân bị mổ sống, nữ tu làm trò kì dị, tượng Đức Mẹ Đồng Trinh nở nụ cười ma quỷ.
- Mùa thứ ba: Hội phù thủy, có đoạn tựa đề được quay ngoài trời với các phù thủy trong bộ đồ trùm đen nón chóp nhọn đang xâu xé nhau, đầu dê bị chặt, chơi ngải, treo cổ, thiêu sống.
- Mùa thứ tư: Gánh xiếc quái dị, đoạn giới thiệu được thực hiện bằng kỹ thuật CGI với những con hề điên bóp bong bóng, những dị nhân hai thân một đầu, đầu người mình thú, tự đóng đinh vào người, đàn bà ba chân và các đồ chơi hình thù kỳ dị ghê rợn như khỉ gào, hề xoay đầu vòng quanh.
- Mùa thứ năm: Khách sạn quay trở lại với hình thức quay phim trực tiếp và rõ ràng với mười điều Răn bằng đèn neon, hầu phòng lau nhà bằng máu rồi trét khắp tường, ma nữ tu áo trắng, người biến thành xương, bàn tay bị giam cầm trong ngục kín, giường sát nhân đẻ ra người,...
- Mùa thứ sáu: Thuộc địa Roanoke, là mùa đầu tiên không có phân cảnh tựa đề, thay vào đó là phần giới thiệu cuối phim với nền đen và chữ trắng đơn giản.
- Mùa thứ bảy: Hội kín có phân cảnh tựa đề là một đám hề chui ra từ quan tài, tổ ong, bàn tay vấy máu nhưng không rửa sạch được, mặt nạ hình Donald Trump và Hillary Clinton, tượng của Benjamin Franklin, chó chết vì khí độc, rất nhiều loại lỗ chi chít, bom hơi ngạt, cờ Mỹ vấy máu, hai bàn tay vừa bị xích vừa nghéo vào nhau, cặp đôi làm tình trong vũng máu.
- Mùa thứ tám: Tận thế sử dụng lại nhiều hình ảnh từ phân cảnh tựa đề của mùa 1 (do mùa này là liên kết giữa mùa 1 và mùa 3). Bao gồm những ngọn nến sáp trắng chảy ra cháy lụi, hai bóng người tối đen chui xuống hầm tránh bom, căn nhà chìm trong biển lửa, tiêu bản xác bò sát ép khô, con quỷ thân dê cánh dơi trong rừng, đám mây bom nguyên tử hình nấm, bức tranh đỏ phác họa quỷ dữ, thiên thần mệt mỏi, những tấm hình đen trắng bị thiêu rụi, nhiều tranh vẽ tôn giáo thời Trung cổ, đồng hồ đo nhiên liệu và đầu lâu xương sọ khắp nơi.
- Mùa thứ chín: Trại hè 1984 đặc biệt có sự tham gia sản xuất của Youtuber Corey Vega. Anh cho biết trước khi phim đóng máy, bản thân đã đăng tải một phần mở đầu fanmade do mình tự làm lên Twitter, may mắn thu hút được sự chú ý của đạo diễn Ryan Murphy và anh đã được ông mời trực tiếp tham gia sản xuất phân cảnh tựa đề cùng công ty Prologue.

Các phân cảnh tựa đề được tạo ra bởi Kyle Cooper và công ty của ông là Prologue. Nhạc chủ đề phim do Cesar Davila-Irizarry và Charlie Clouser thực hiện với Juan Ruiz Anchía quay phim và Gabriel J. Diaz biên tập. Các tiêu đề phim được thể hiện với font chữ rất giống với phong cách của nhà thiết kế kiểu Scotland Charles Rennie Mackintosh.

## Quảng bá
Như một phần của chiến dịch quảng bá, FX cho ra mắt chiến dịch "House Call", cho phép khán giả tại nhà có thể đăng ký và gặp mặt đối mặt với các nhân vật trong phim. Trước ngày ra mắt, FX bật mí nhiều manh mối hé lộ về serie. Chúng được đăng lên kênh YouTube chính thức của loạt phim với tổng cộng mười manh mối. Tháng 9 năm 2011, FX cho hoạt động một website cho phép người xem tham quan căn nhà sát nhân qua nhiều thập kỷ và đi tìm manh mối.
Tháng 8 năm 2012, quảng bá cho mùa hai của phim bắt đầu với một hình ảnh trên trang Facebook chính thức của phim tên là "Giao hàng đặc biệt", với một nữ tu xách hai xô chứa các bộ phận của con người qua đồng, khi chuông nhà thờ vang, cô đổ một xô, bỏ luôn cái xô máu và bỏ đi. Có hơn 20 teaser được ra mắt sau đó. Bốn hình ảnh cũng được ra mắt trên EW.com. Hai teaser dành cho truyền hình, tên là "Meet the Residents", được ra mắt 31 tháng 8 năm 2012. Clip giới thiệu các nhân vật chính gồm bệnh nhân và các nhân viên (như Bác sĩ Thredson, và Sơ Mary Eunice) nằm trên giường bệnh trong khi các nhân viên (Jessica Lange, Joseph Fiennes và James Cromwell) theo dõi. Bài hát "Que Sera, Sera", được mix với bản nhạc chủ đề phim.

## Phát sóng
Serie ra mắt ngày 5 tháng 10 năm 2011 trên kênh truyền hình cáp FX tại Mỹ. Tháng 11 năm 2011, nó công chiếu ra thế giới qua kênh Fox International Channels. Mùa đầu tiên ra mắt ngày 5 tháng 10 năm 2011, và kết thúc ngày 21 tháng 12 năm 2011. Mùa thứ hai công chiếu ngày 17 tháng 10 năm 2012, và kết thúc ngày 23 tháng 1 năm 2013. Mùa thứ ba công chiếu ngày 9 tháng 10 năm 2013, và kết thúc ngày 29 tháng 1 năm 2014. Mùa thứ tư ra mắt ngày 8 tháng 10 năm 2014, và kết thúc ngày 21 tháng 1 năm 2015. Mùa thứ năm ra mắt ngày 7 tháng 10 năm 2015, và kết thúc ngày 13 tháng 1 năm 2016. Ba mùa 3,4 và 5 khởi chiếu cùng lúc với Mỹ tại Canada, trong khi mùa đầu tiên hơi khác do kênh của Canada được lên sóng ngày 31 tháng 10 năm 2011. Tại Ấn Độ, phim chiếu trên STAR World Premiere HD một thời gian ngắn sau Mỹ cũng như trên FX India ở định dạng thường.

## Tiếp nhận
| Mùa        | Mùa               | Đánh giá chuyên môn | Đánh giá chuyên môn |
| Mùa        | Mùa               | Rotten Tomatoes     | Metacritic          |
| ---------- | ----------------- | ------------------- | ------------------- |
|            | Nhà sát nhân      | 72% (40 nhận xét)   | 62 (30 nhận xét)    |
|            | Nhà điên          | 84% (44 nhận xét)   | 65 (23 nhận xét)    |
|            | Hội phù thủy      | 85% (34 nhận xét)   | 71 (24 nhận xét)    |
|            | Gánh xiếc quái dị | 77% (35 nhận xét)   | 69 (19 nhận xét)    |
|            | Khách sạn         | 64% (48 nhận xét)   | 60 (24 nhận xét)    |
|            | Thuộc địa Roanoke | 74% (15 nhận xét)   | 72 (9 nhận xét)     |
|            | Hội kín           | 73% (49 nhận xét)   | 66 (24 nhận xét)    |
|            | Tận thế           | 79% (9 nhận xét)    | 63 (6 nhận xét)     |
|            | 1984              | 88% (8 nhận xét)    | N/A                 |
|            | Hai câu chuyện    | 80% (61 nhận xét)   | N/A                 |
| Trung bình | Trung bình        | 78%                 | 67                  |

Nhà sát nhân of American Horror Story nhận phê bình từ trái chiều đến khả quan từ phía giới phê bình. Rotten Tomatoes thống kê có 72% trên 40 nhà phê bình cho nhận xét tích cực với số điểm trung bình 6.55/10. Trang này tổng hợp: "Rắc rối nhưng hiệu quả, American Horror Story kỳ lạ, máu me và đủ lắt léo để giữ chân khán giả." Mùa đầu tiên nhận 62 trên 100 điểm từ Metacritic dựa trên 30 lời nhận xét. Ken Tucker của trang Entertainment Weekly cho điểm tập pilot là B+, nói rằng: "AHS gần như toàn sợ hãi, lúc nào cũng: một đống la hét, sex, gây sốc, mặt mũi bấy nhầy, hành động tâm thần, và trẻ em chết." Hank Stuever từ tờ The Washington Post cho rằng: "Làm lố là khuyết điểm đặc trưng của Murphy, nhưng show này có phong cách thu hút và các màn kinh dị gây hoang mang." Không phải lời nhận xét nào cũng khả quan: Alan Sepinwall từ HitFix cho điểm D−: "Quá nhiều âm thanh lạ, góc nhìn và nhân vật không thể quên- dù nhiều người sẽ muốn." Sepinwall về sau gọi đó là phim truyền hình tệ nhất 2011. Từ tờ Los Angeles Times', Mary McNamara cho một nhận xét chung chung: "nhiều lần rơi vào tình cảnh quá trau chuốt" nhưng cũng cho rằng "khó mà rời mắt đi được."
Nhà điên, nhận phản ứng tích cực từ giới phê bình. Rotten Tomatoes thống kê có 84% với số điểm trung bình 7.25/10 trên 44 nhà phê bình cho nhận xét tích cực với lời tổng hợp: "American Horror Story: Asylum phá vỡ các giới hạn gây sốc và dọa dẫm với tuyến truyện phụ gợi cảm và các sáng tạo tiên phong cho các vấn đề xã hội hiện tại." Mùa phim đạt 65 trên 100 điểm tại Metacritic với 23 nhận xét. James Poniewozik từ báo Time cho rằng: "AHS: Asylum tập trung hơn" và "với một góc nhìn về nhà điên thập kỷ 60 quá chi tiết đến múc nghe được cả mùi hôi của nơi đó." Maureen Ryan từ The Huffington Post bình luận: "Xin ghi danh các biên kịch của Nhà điên, đạo diễn và diễn viên khi mà nỗi đau nội tâm của nhân vật thường cảm thấy thật như sự chơi vơi và nỗi sợ của họ." Verne Gay từ Newsday cho điểm hạng C: "có những hiệu ứng đặc biệt tốt, nhưng câu chuyện không đủ." Linda Stasi từ tờ New York Post cho rằng mùa phim là "đỉnh": "Tôi cần phải tự mình tham quan [một nhà điên] sau hai tiếng điên khùng này." Entertainment Weekly đã chọn tập 13 của mùa hai (Madness Ends), là một trong 10 tập phim truyền hình xuất sắc nhất năm 2013.
Hội phù thủy nhận đánh giá khả quan. Rotten Tomatoes báo cáo có 85% trên 34 ý kiến chuyên môn cho kết quả tích cực. Trang này tổng hợp: "một dàn diễn viên xuất sắc với câu chuyện rùng rợn và kịch tính ghê rợn đưa American Horror Story: Coven thành một bữa tiệc hù dọa được sắp xếp có tiềm năng." Mùa phim đạt 71 trên 100 trên trang Metacritic dựa trên 24 nhận xét chuyên môn, cao nhất toàn loạt phim. Dù vậy, không phải mọi đánh giá đều tích cực, các ý kiến chê bai tập trung vào tiến triển của câu chuyện và một số nhân vật ở nửa sau mùa phim. The A.V. Club cho điểm thấp là D+, với nhà phê bình Todd Van DerWerff nhấn mạnh: "Nó bay loạng choạng từ ý tưởng này qua ý tưởng khác và không bao giờ đậu lại một chỗ đủ lâu để xây dựng một cái gì đáng giá."
Gánh xiếc quái dị nhận ý kiến đa số là tích cực với trang Rotten Tomatoes cho điểm 77% trên 35 ý kiến chuyên môn là tích cực. Trang này tổng hợp: "dù các khán giả mới có thể bỏ cuộc vì không quen với sự kì dị, Freak Show vẫn mang nhiều kịch tính nhờ phần trình diễn trau chuốt và dàn diễn viên tốt." Mùa phim đạt 69 trên 100 điểm tại Metacritic dựa trên 19 đánh giá "nhìn chung là tốt".
Khách sạn thu về các ý kiến trái chiều từ giới phê bình. Rotten Tomatoes báo cáo có 64% của 48 nhà phê bình cho đánh giá tích cực với tổng hợp: "phong cách lòe loẹt lấn át cách kể chuyện hiệu quả, phần 5 của American Horror Story làm dàn diễn viên tài năng bị mắc cạn trong khách sạn của Ryan Murphy." Các fan cũng đưa ra ý kiến trái chiều khi 58% khán giả cho nhận xét tốt. Hotel đạt 60 trên 100 điểm tại Metacritic dựa trên 24 ý kiến "trung bình" từ giới chuyên môn.
Thuộc địa Roanoke nhận được sự phê bình tích cực từ giới chuyên môn. Trang đánh gía Rotten Tomatoes cho mùa phim tỷ lệ tán thưởng 74% với điểm trung bình 6.65/10 dựa trên 15 nhận xét. Trang này tổng hợp: "American Horror Story: Roanoke đã rẽ hướng bất ngờ ra khỏi các cấu trúc AHS cũ, quay về với nhịp phim của các mùa đầu tiên với không khí rợn người, quy mô nhỏ hơn kể cả khi format "tội ác có thực" được làm quá mức. Trên Metacritic, mùa phim đạt 72 trên 100 dựa trên 9 nhận xét, một kết quả "khả quan". Đây là mùa phim American Horror Story được đánh giá cao nhất trên trang này.
Hội kín nhận được phản hồi tích cực từ giới phê bình. Trang Rotten Tomatoes cho mùa phim 73% tỷ lệ tán dương, với điểm trung bình 7.05/10, trên 49 nhận xét. Trang này đánh giá, " Truyện kinh dị Mỹ: Hội kín  khơi dậy một sự rùng rợn rất hợp thời - nhiều những chú hề - dù bị vướng víu bởi tính chất chính trị quá bao quát và một số lỗ hổng trong mạch truyện." Trên Metacritic, mùa phim đạt 66 trên 100 dựa trên 24 nhận xét, tức một kết quả "tích cực".
Tận thế nhận được phản hồi tích cực từ giới phê bình, với một số người cho rằng mùa phim này có tiến bộ hơn những mùa trước. Trang Rotten Tomatoes cho mùa phim 79% tỷ lệ tán dương với số điểm trung bình 6.95/10 dựa trên 9 bài đánh giá. Trang đánh giá, "Ryan Murphy cùng dàn phù thủy của ông ấy thực sự đã cứu cả thế giới -- và cả bộ phim -- trong Tận thế, màn crossover đầy tham vọng của ông." Trên Metacritic, mùa phim đạt 63 điểm dựa trên 6 bài nhận xét.
1984 nhận được đánh giá rất khả quan từ giới phê bình. Trang Rotten Tomatoes cho mùa phim 88% tỷ lệ tán dương với số điểm trung bình 7.45/10 dựa trên 8 bài đánh giá. Trang đánh giá, "Là một sự pha trộn hoàn hảo giữa tropes chém giết và cú twist thương hiệu của Truyện Kinh dị Mỹ, 1984 là một mùa phim hay tuyệt."
Hai câu chuyện nhận được đánh gia khả quan từ giới phê bình. Trang Rotten Tomatoes cho mùa phim 80% tỷ lệ tán dương với số điểm trung bình 9.00/10 dựa trên 61 bài đánh giá, với một số người cho rằng đây là một trong những mùa phim hay nhất, trong khi một số khác thì chỉ trích tập thứ 6, "Winter Kills", cho rằng đây là tập phim tệ nhất trong cả bộ phim. Trang đánh giá, "Mặc dù câu chuyện thứ hai vẫn còn bí ẩn, nửa đầu của Hai câu chuyện đã cho thấy đây là một mùa phim thú vị cùng với diễn xuất đáng kinh ngạc - đặc biệt đến từ Leslie Grossman tài năng.

### Ratings
Tập pilot của American Horror Story thu hút 3.2 triệu lượt xem với điểm rating trung bình 1.6 trong thị phần khán giả từ 18–49 tuổi. Đây là con số tốt nhất kênh FX từng thu được từ một sự khai màn serie phim. Tập phim được xem bởi 3.2 triệu người tại 59 quốc gia. Rating tăng về cuối serie, với tập kết thúc mùa 1 được xem bởi 3.22 triệu người và đạt điểm 1.7 rating cho thị phần khán giả 18–49 tuổi. Phim công chiếu tháng 11 năm 2011 tại châu Âu và Châu Mỹ Latin trên kênh Fox International Channels, và đứng đầu hoặc thứ hai trong danh sách những chương trình được xem nhiều nhất trong khung giờ chiếu của nó trên toàn bộ các hệ thống truyền hình trả tiền trong hầu hết các thị trường có thống kê. "Các con số quá mạnh, thật dễ sợ. American Horror Story đã lùa các khán giả mới đến với một hiện tượng "giết chóc" toàn cầu," Hernan Lopez, chủ tịch kênh Fox International Channels đã nói.
Mùa thứ hai mở màn với điểm 2.2 cho rating của lứa tuổi 18–49 và 3.85 triệu lượt xem, con số cao nhất serie. Tập thứ sáu của mùa hai đạt thấp kỷ lục với 0.9 cho lứa tuổi 18–49 và 1.89 triệu lượt xem, tuy nhiên các tập về sau đã bật lại và đạt 2 triệu mỗi tập, và tập cuối mùa 2 đạt 2.29 triệu lượt xem. Tập mở màn mùa năm là tập được xem nhiều thứ nhì lịch sử toàn hệ thống kênh, chỉ thua tập mở màn của mùa 4 của chính serie này với 6.13 triệu lượt xem. John Landgraf, CEO của hệ thống kênh FX, bình luận rằng American Horror Story " đã không còn nghi ngờ gì đặt chân vào hàng ngũ các serie truyền hình tạo bước ngoặt lớn."
| Mùa | Giờ chiếu (ET)    | Số tập | Mở màn      | Mở màn                            | Kết thúc    | Kết thúc                            | Lượt xem (triệu người) |
| Mùa | Giờ chiếu (ET)    | Số tập | Ngày        | Lượt xem tập mở màn (triệu người) | Ngày        | Lượt xem tập kết thúc (triệu người) | Lượt xem (triệu người) |
| --- | ----------------- | ------ | ----------- | --------------------------------- | ----------- | ----------------------------------- | ---------------------- |
| 1   | Thứ tư 10:00 p.m. | 12     | 5/10/ 2011  | 3.18                              | 21/12/ 2011 | 3.22                                | 2.82                   |
| 2   | Thứ tư 10:00 p.m. | 13     | 17/10/ 2012 | 3.85                              | 23/1/ 2013  | 2.29                                | 2.53                   |
| 3   | Thứ tư 10:00 p.m. | 13     | 9/10/ 2013  | 5.54                              | 29/1/ 2014  | 4.24                                | 4.00                   |
| 4   | Thứ tư 10:00 p.m. | 13     | 8/10/ 2014  | 6.13                              | 21/1/ 2015  | 3.27                                | 3.85                   |
| 5   | Thứ tư 10:00 p.m. | 12     | 7/10/ 2015  | 5.81                              | 13/1/ 2016  | 2.24                                | 2.89                   |
| 6   | Thứ tư 10:00 p.m. | 10     | 14/9/2016   | 5.14                              | 16/11/2016  | 2.45                                | 2.93                   |
| 7   | Thứ ba 10:00 p.m. | 11     | 5/9/2017    | 3.93                              | 14/11/2017  | 1.97                                | 2.22                   |
| 8   | Thứ tư 10:00 p.m. | 10     | 12/9/2018   | 3.08                              | 14/11/2018  | 1.83                                | 2.04                   |
| 9   | Thứ tư 10:00 p.m. | 9      | 18/9/2019   | 2.13                              | 13/11/2019  | 1.08                                | 1.32                   |
| 10  | Thứ tư 10:00 p.m. | 10     | 25/8/2021   | 0.93                              | 20/10/2021  | 0.58                                | 0.65                   |

Bản mẫu:American Horror Story ratings

### Giải thưởng
American Horror Story đã thắng 55 trên 227 đề cử giải thưởng. Loạt phim thu về 28 đề cử Primetime Emmy, với Jessica Lange chiến thắng giải Nữ diễn viên phụ xuất sắc nhất trong một Miniserie hay phim truyền hình và Nữ diễn viên chính xuất sắc trong một Miniserie hay phim truyền hình, James Cromwell chiến thắng giải Nam diễn viên phụ xuất sắc trong một Miniserie hay phim truyền hình, và Kathy Bates chiến thắng giải Nữ diễn viên phụ xuất sắc nhất trong một Miniserie hay phim truyền hình. Phim còn nhận thêm 50 đề cử giải Creative Arts Emmy, trong đó thắng chín giải, bao gồm: làm tóc xuất sắc, phục trang xuất sắc, biên tập âm thanh xuất sắc, hóa trang xuất sắc (cho serie truyền hình hoặc phim truyền hình). Phim nhận chín đề cử Quả Cầu Vàng, với Lange thắng giải Nữ diễn viên phụ xuất sắc trong Series, Miniserie hoặc phim truyền hình, và Lady Gaga chiến thắng giải Nữ diễn viên chính xuất sắc trong Series, Miniserie hoặc phim truyền hình. Ngoài ra phim còn giành ba đề cử của hiệp hội diễn viên, với Lange chiến thắng giải nữ chính xuất sắc, 18 đề cử Giải thưởng của giới phê bình truyền hình với 4 chiến thắng, Giải Miniserie xuất sắc của GLAAD Media Award, 4 đề cử của hiệp hội thiết kế phục trang với ba chiến thắng, thắng 8 trên 10 giải của hiệp hội hóa trang và làm tóc, thắng một trên năm đề cử của Giải thưởng: "Sự lựa chọn của khán giả", và 11 đề cử Satellite Awards, thắng ba giải.